# Gruppo di NGC 315
Il gruppo di NGC 315 comprende almeno 41 galassie, situate nelle costellazioni di Andromeda e dei Pesci. La distanza media tra il centro di massa di questo gruppo e la Via Lattea è di 67,5 megaparsec.

## Membri
Le galassie NGC 252 e NGC 260 incluse nel gruppo di NGC 315 da Abraham Mahtessian dovrebbero essere aggiunte alla lista.
Le 42 galassie (c'è un doppione nella lista di Garcia) elencate nell'ordine indicato nell'articolo di Garcia sono le seguenti:
| Nome                     | Costellazione | Classificazione | Tipo                | α (J2000.0)   | δ (J2000.0) | Velocità radiale (km/s) | Magnitudine apparente | Distanza (Mpc) | Dimensioni (kal) |
| ------------------------ | ------------- | --------------- | ------------------- | ------------- | ----------- | ----------------------- | --------------------- | -------------- | ---------------- |
| UGC 384                  | Andromeda     | SAB(rs)d        | Spirale intermedia  | 00h 38m 22.1s | 32° 38′ 18″ | 4702 ± 9                | 14,17                 | 64,7 ± 4,6     | 123              |
| UGC 433                  | Andromeda     | Scd?            | Spirale             | 00h 41m 03.6s | 31° 43′ 58″ | 4656 ± 3                | 12,10                 | 64,1 ± 4,5     | 128              |
| NGC 226                  | Andromeda     | S?              | Spirale             | 00h 42m 54.0s | 32° 34′ 51″ | 4825 ± 9                | 13,4                  | 66,7 ± 4,7     | 67               |
| UGC 465                  | Andromeda     | SBa             | Spirale barrata     | 00h 43m 50.8s | 32° 51′ 12″ | 4772 ± 6                | 13,48                 | 65,8 ± 4,6     | 113              |
| UGC 484                  | Andromeda     | (R')SB(s)b      | Spirale barrata     | 00h 46m 56.0s | 32° 40′ 31″ | 4859 ± 9                | 12,97                 | 67,2 ± 4,7     | 210              |
| NGC 262                  | Andromeda     | SA0/a?(s)       | Lenticolare         | 00h 48m 47.1s | 31° 57′ 25″ | 4507 ± 4                | 13,1                  | 61,9 ± 4,4     | 33               |
| NGC 266                  | Pesci         | SB(rs)ab        | Spirale             | 00h 49m 47.8s | 31° 16′ 40″ | 4661 ± 5                | 11,6                  | 64,0 ± 4,5     | 224              |
| UGC 478                  | Andromeda     | Sa              | Spirale             | 00h 46m 25.7s | 30° 14′ 18″ | 4995 ± 10               | 13,61                 | 69,1 ± 4,9     | 108              |
| UGC 485                  | Andromeda     | Scd?            | Spirale             | 00h 47m 08.3s | 30° 20′ 27″ | 5248 ± 2                | 11,69                 | 72,8 ± 5,1     | 137              |
| UGC 509                  | Pesci         | Scd?            | Spirale             | 00h 49m 45.4s | 31° 36′ 01″ | 5136 ± 10               | 13,75                 | 71,2 ± 5,0     | 92               |
| UGC 540                  | Pesci         | S?              | Spirale             | 00h 52m 58.3s | 29° 01′ 57″ | 4982 ± 7                | 12,72                 | 68,7 ± 4,8     | 46               |
| UGC 561                  | Pesci         | S?              | Spirale             | 00h 54m 59.0s | 30° 48′ 19″ | 4684 ± 7                | 11,745 (Near-IR)      | 64,5 ± 4,5     | 47               |
| NGC 311                  | Pesci         | S0              | Lenticolare         | 00h 57m 32.7s | 30° 16′ 51″ | 5065 ± 14               | 13,0                  | 68,4 ± 4,8     | 118              |
| NGC 315                  | Pesci         | E+?             | Ellittica           | 00h 57m 48.9s | 30° 21′ 09″ | 4942 ± 6                | 11,2                  | 68,4 ± 4,8     | 196              |
| NGC 338                  | Pesci         | Sab             | Spirale             | 01h 00m 36.4s | 30° 40′ 08″ | 4778 ± 7                | 12,8                  | 66,1 ± 4,6     | 124              |
| UGC 629                  | Pesci         | Scd?            | Spirale             | 01h 01m 01.7s | 29° 36′ 06″ | 4991 ± 9                | 13,35                 | 69,2 ± 4,9     | 90               |
| IC 43                    | Andromeda     | SABc            | Spirale intermedia  | 00h 42m 22.0s | 29° 38′ 30″ | 4857 ± 5                | 13,2                  | 67,0 ± 4,7     | 67               |
| UGC 467                  | Andromeda     | Sdm             | Spirale magellanica | 00h 44m 04.6s | 28° 52′ 29″ | 4828 ± 7                | ?                     | 66,3 ± 4,7     | 93               |
| UGC 376                  | Andromeda     | Scd?            | Spirale             | 00h 37m 54.1s | 32° 41′ 21″ | 4817 ± 10               | 16,0                  | 66,5 ± 4,7     | 88               |
| UGC 442                  | Andromeda     | SA(rs)d         | Spirale             | 00h 41m 51.7s | 32° 59′ 29″ | 4930 ± 7                | 14,21                 | 68,1 ± 4,8     | 125              |
| UGC 453                  | Andromeda     | Scd?            | Spirale             | 00h 42m 39.6s | 29° 52′ 33″ | 4851 ± 10               | 14,51                 | 67,0 ± 4,7     | 84               |
| NGC 243                  | Andromeda     | S0?             | Lenticolare         | 00h 46m 00.9s | 29° 57′ 34″ | 4787 ± 10               | 13,7                  | 66,0 ± 4,6     | 61               |
| MCG 5-2-45               | Andromeda     | SB?             | Spirale barrata     | 00h 46m 24.5s | 29° 37′ 27″ | 4969 ± 10               | 15,07                 | 68,4 ± 4,8     | 61               |
| MCG 5-2-47               | Andromeda     | Sc              | Spirale             | 00h 46m 34.3s | 29° 43′ 31″ | 4816 ± 9                | 14,87                 | 66,4 ± 4,7     | 56               |
| MCG 5-3-3                | Andromeda     | S?              | Spirale             | 00h 47m 10.5s | 32° 41′ 40″ | 5031 ± 10               | 15,01                 | 69,1 ± 4,9     | 31               |
| MCG 5-3-5                | Andromeda     | S?              | Spirale             | 00h 47m 31.5s | 31° 39′ 23″ | 5072 ± 10               | 15,43                 | 70,2 ± 4,9     | 66               |
| UGC 511                  | Oesci         | Scd?            | Spirale             | 00h 50m 09.7s | 31° 43′ 52″ | 4591 ± 10               | 13,22                 | 63,2 ± 4,4     | 121              |
| CGCG 501-24              | Pesci         | Sc              | Spirale             | 00h 50m 50.8s | 28° 42′ 03″ | 4992 ± 10               | 12,579                | 69,2 ± 4,9     | 32               |
| UGC 525                  | Pesci         | SB?             | Spirale barrata     | 00h 51m 34.5s | 29° 42′ 59″ | 4931 ± 6                | 12,50                 | 68,2 ± 4,8     | 87               |
| UGC 536                  | Pesci         | S?              | Spirale             | 00h 52m 35.1s | 29° 12′ 26″ | 4863 ± 10               | 13,63                 | 67,2 ± 4,7     | 69               |
| UGC 556                  | Pesci         | S?              | Spirale             | 00h 54m 50.3s | 29° 14′ 48″ | 4629 ± 5                | 12,52                 | 63,7 ± 4,5     | 103              |
| CGCG 501-43              | Pesci         | Sbc             | Spirale             | 00h 55m 22.7s | 30° 29′ 24″ | 5149 ± 10               | 15,70                 | 71,4 ± 5,0     | 67               |
| CGCG 501-48              | Pesci         | Sbc             | Spirale             | 00h 56m 09.3s | 31° 04′ 24″ | 4666 ± 10               | 13,01                 | 64,1 ± 4,5     | 63               |
| UGC 5751                 | Pesci         | Sbc             | Spirale             | 00h 56m 09.3s | 31° 04′ 24″ | 4666 ± 10               | 13,01                 | 64,1 ± 4,5     | 63               |
| UGC 598                  | Pesci         | S0/a            | Lenticolare         | 00h 57m 49.9s | 31° 29′ 05″ | 5005 ± 9                | 12,98                 | 69,3 ± 4,9     | 69               |
| CGCG 501-55              | Pesci         | S               | Spirale             | 00h 58m 01.3s | 30° 42′ 18″ | 4723 ± 9                | 15,4                  | 65,2 ± 4,6     | 46               |
| CGCG 501-56 (== NGC 295) | Pesci         | Sbc             | Spirale             | 00h 59m 32.3s | 31° 47′ 53″ | 4618 ± 4                | 14,2                  | 75,9 ± 5,3     | 43               |
| MCG 5-3-32               | Pesci         | E?              | Ellittica           | 00h 59m 39.7s | 29° 20′ 15″ | 4861 ± 10               | 15,1                  | 67,2 ± 4,7     | 33               |
| IC 66                    | Pesci         | Sa              | Spirale             | 01h 00m 32.5s | 30° 47′ 50″ | 4825 ± 10               | 14,1                  | 66,2 ± 4,7     | 83               |
| UGC 630                  | Pesci         | SAd?            | Spirale             | 01h 01m 01.8s | 29° 56′ 54″ | 4884 ± 5                | 12,937 (Near-IR)      | 67,5 ± 4,7     | 87               |
| IC 69                    | Pesci         | SABbc? pec      | Spirale intermedia  | 01h 01m 23.6s | 31° 02′ 27″ | 5017 ± 10               | 13,7                  | 69,6 ± 4,9     | 62               |
| CGCG 501-68              | Pesci         | Pec             | Spirale peculiare   | 01h 01m 47.3s | 31° 13′ 30″ | 4895 ± 10               | 15,70                 | 67,6 ± 4,7     | 23               |
| NGC 252                  | Andromeda     | (R)SA(r)0+:     | Lenticolare         | 00h 48m 01.5s | 27° 37′ 25″ | 4938 ± 13               | 12,4                  | 68,1 ± 4,8     | 121              |
| NGC 260                  | Andromeda     | Scd pec:        | Spirale             | 00h 48m 34.6s | 27° 41′ 33″ | 5212± 6                 | 13,5                  | 72,2 ± 5,1     | 70               |

- 1 UGC 575 e CGCG 501-48 sono la stessa galassia, cioè PGC 3332 designata anche come PGC 3336.[8]

Il sito DeepskyLog permette di trovare agevolmente le costellazioni in cui si trovano le galassie; in alternativa si possono utilizzare le coordinate delle galassie per individuarle. Se non altrimenti indicato, le coordinate sono quelle fornite dal sito NASA/IPAC (National Aeronautics and Space Administration / Infrared Processing and Analysis Center).